# Calixto Mendizábal
Calixto Mendizábal (Antigua Guatemala, 14 de octubre de 1837 - Pochuta, Guatemala  1 de agosto de 1898) fue un militar guatemalteco que fue Ministro de la Guerra durante el gobierno del general Manuel Lisandro Barillas Bercián y lideró a las fuerzas gubernamentales contra los alzados de la Revolución quetzalteca contra el gobierno del general José María Reina Barrios en septiembre de 1897.  Tras el alzamiento de Próspero Morales contra el gobierno del presidente Manuel Estrada Cabrera en 1898, este lo convocó a su despacho, en donde le ofreció un chocolate envenado, que le provocó la muerte el 1 de agosto de 1898.

## Reseña biográfica
Hijo de Baltasar Mendizábal y Dolores Aparicio, fue bautizado el 15 de octubre de 1837 en la Parroquia de Los Remedios en la Antigua Guatemala.  Sus padres se dedicaban a la producción de grana, y cuando esta declinó, perdieron sus pocos bienes y Mendizábal no pudo continuar con su educación formal.
Inició su carrera militar el 7 de noviembre de 1854 como soldado en la guarnición de Antigua Guatemala, en el ejército conservador del general Rafael Carrera y Turcios; el 6 de noviembre de 1858 fue asecendio a subteniente, dándose de baja en diciembre de 1859.
El 1 de enero de 1862 se enlistó nuevamente, y el 30 de enero de 1863 fue ascendido a teniente, saliendo para la campaña contra el ejército del general liberal salvadoreño Gerardo Barrios, y en donde se hizo acreedor a la Cruz de Honor en la batalla de Coatepeque. Luego participó en la toma de Santa Ana y en la de San Salvador, que cimentaron la hegemonía del general Rafael Carrera en Centroamérica. Al regresar a Guatemala fue ascendido a capitán graduado y por sus servicios contra la revolución de 1868 contra el gobierno del mariscal Vicente Cerna y Cerna fue ascendido a capitán efectivo el 14 de mayo de 1868.
En 1869 fue nombrado comandante general de San Marcos, y desde allí participó en los combates de la Revolución Liberal de 1871, en el bando del gobierno conservador. Por su calidad militar, los liberales lo aceptaron en sus filas y lo nombraron comandante de armas de Jutiapa, siendo ascendido a comandante general de los departamentos del oriente de Guatemala, en donde estuvo hasta el 1 de abril de 1874; fue ascendido a teniente coronel el 7 de abril de 1873 y a coronel el 13 de noviembre del mismo año.

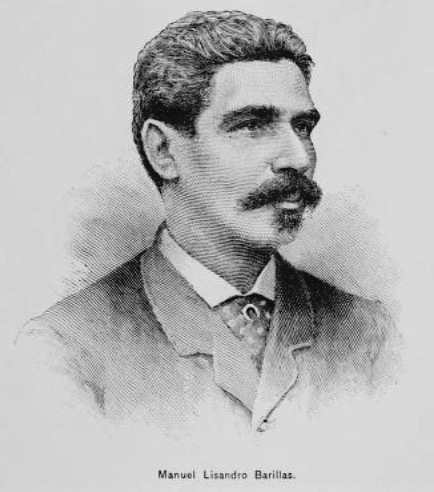
General Manuel Lisandro Barillas Bercián, presidente de Guatemala. Mendizábal fue Ministro de la Guerra durante su gobierno.

Tras servir en varias comandancias, incluyendo la de Antigua Guatemala, el 2 de marzo de 1885 fue comisionado a guardar la frontera con México, en prevención de una posible invasión del territorio guatemalteco durante los combates en El Salvador que el presidente general Justo Rufino Barrios estaba planeando —esto a pesar de que Barrios ya había entregado los territorios de Soconusco y parte de Chiapas a México en 1882 por medio del tratado Herrera-Mariscal—, puesto que mantuvo hasta el 15 de abril de 1885, incluso después de la muerte de Barrios en Chalchuapa el 2 de abril de ese año.
Aun en edad avanzada fue descrito como «alto, bien formado, de musculatura y fuerza hercúlea» y de «porte marcial que imponía respeto».
El 21 de abril de 1887 fue ascendido a general de brigada y el 31 de agosto del mismo año a general de división, siendo nombrado ministro de la Guerra del gobierno del general Manuel Lisandro Barillas Bercián del 19 de junio de 1887 al 15 de marzo de 1892, fecha en que Barillas entregó el gobierno al general José María Reina Barrios.  También fue diputado y designado a la presidencia de la República en dos ocasiones.

### Revolución quetzalteca

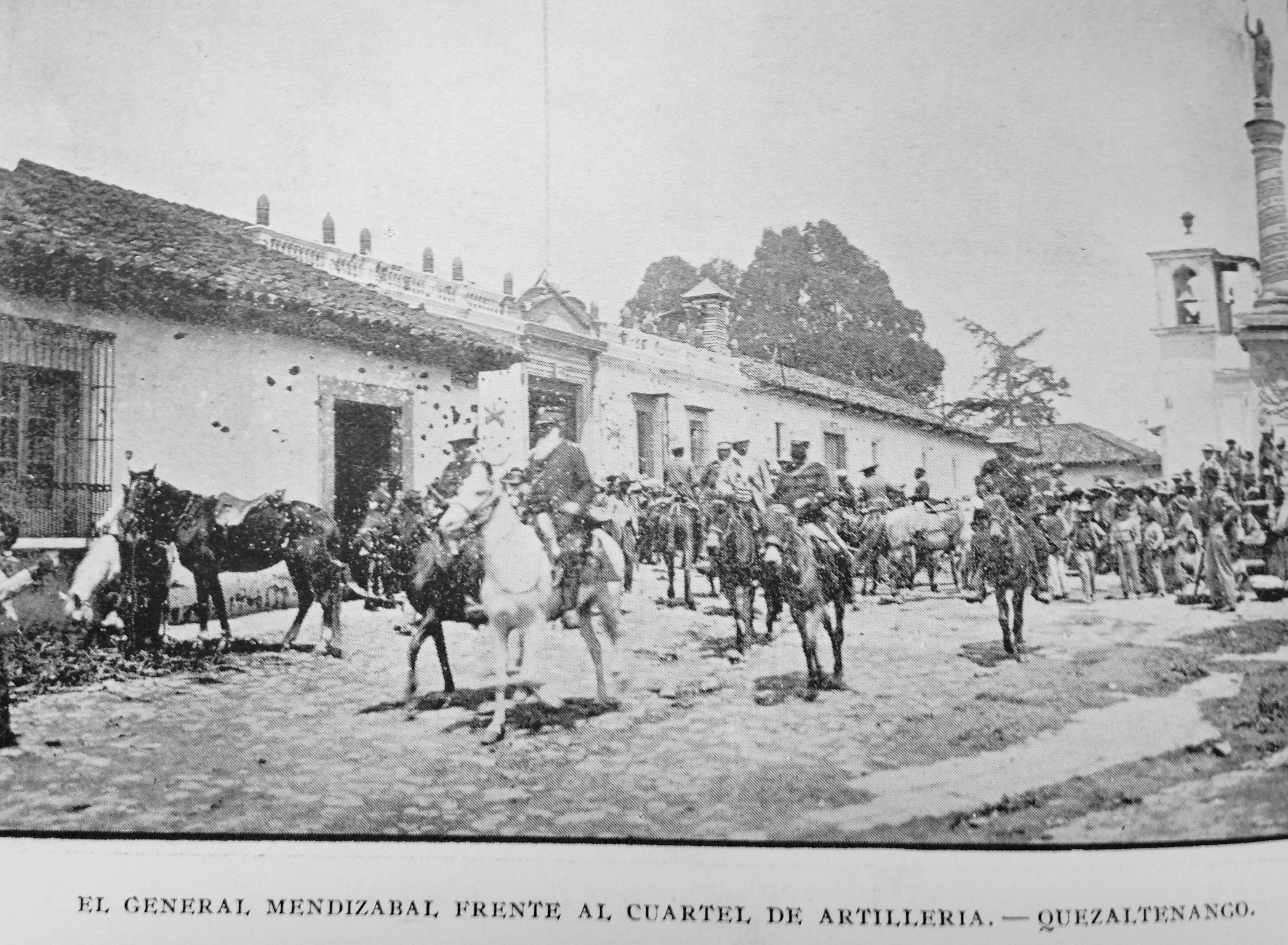
Mayor general Mendizábal pasando por el cuartel de Artillería de Quetzaltenango tras retomar la ciudad. Fotografía de La Ilustración del Pacífico

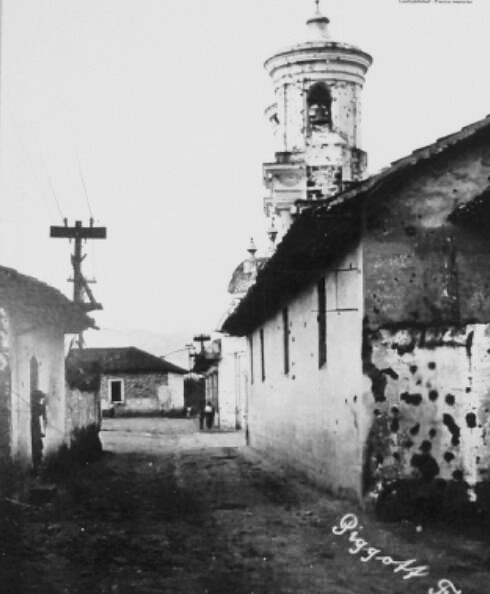
Quetzaltenango luego de los combates. Obsérvense las perforaciones de bala en las paredes.

Los quetzaltecos se manifestaron en contra de la decisión del presidente José María Reina Barrios de extender su mandato y que violaba la Constitución de la República de ese entonces; además existía un descontento generalizado en el país por el despilfarro que el gobierno había hecho tratando de promocionar el ferrocarril interoceánico. En ese tiempo no existía todavía el Canal de Panamá -que se iba a empezar a construir hasta 1903- y la idea de Reina Barrios había sido poner todos sus esfuerzos en promocionar este ferrocarril mediante la Exposición Centroamericana de 1897; desafortunadamente, el ferrocarril no fue concluido a tiempo y la exposición fue un rotundo fracaso que quebró la economía del país, y obligó al presidente a tomar medidas de austeridad, como cerrar las escuelas públicas.
Un grupo de revolucionarios, entre quienes estaba el exministro de Reina Barrios Próspero Morales, tomó las amas con el fin de apoderarse de varias instituciones y evitar que el gobernante siguiera en el poder. El 7 de septiembre, día en que estalló la revolución, los quetzaltecos tomaron avanzaron contra San Marcos, en donde tomaron el cuartel militar, la cárcel, las oficinas de rentas y las de telégrafos de esa ciudad. El 8 de septiembre, se registraron los primeros combates en San Juan Ostuncalco y varios revolucionarios mueren bajo las balas de los militares leales al presidente. Ese día en Quetzaltenango los militares detienen a Sinforoso Aguilar y Juan Aparicio, quienes fueron delatados y traicionados por unos supuestos amigos. El 11 de septiembre, los soldados revolucionarios de San Carlos Sija, llegan a San Mateo y piden al ejército serles leales al pueblo y unirse a la Revolución. Ese día las fuerzas revolucionarias llegan a la ciudad de Quetzaltenango y lo hacen por la entrada a la ciudad o sea la calle Rodolfo Robles, frente a la Cervecería, los revolucionarios dejan caballos que traían para atacar en puntos estratégicos a los leales al gobierno de Reina Barrios.
Otro grupo atacó desde el parque central a las fuerzas militares atrincheradas en La Pedrera y toman el antiguo edificio de rentas. El 13 de septiembre de ese año, el presidente Reina Barrios, ordenó fusilar a los exalcaldes quetzaltecos, Sinforoso Aguilar y Juan Aparicio, por liderar esta revolución.  La sociedad quetzalteca mandó una petición urgente al presidente para que no se llevara a cabo la ejecución, a lo que éste accedió, pero su ministro de Gobernación, el licenciado quetzalteco Manuel Estrada Cabrera —quien tenía una problema personal con Aparicio por las concesiones de la empresa eléctrica de Quetzaltenango— demoró enviar el telegrama con el indulto a Quetzaltenango hasta después de la ejecución.  Los ciudadanos fueron fusilados frente a la antigua Iglesia San Nicolás.
El 15 de septiembre las fuerzas revolucionarias proclaman su victoria sobre las fuerzas militares y las autoridades quetzaltecas desconocen al gobierno de presidente Reina Barrios. Posteriormente los revolucionarios tomaron Ocós, Colomba y Coatepeque, pero el 4 de octubre el ejército, al mando del general de división Calixto Mendizábal, retomó el control y dio fin a la revolución.

### Asesinato del presidente Reina Barrios
Al conocerse la noticia del asesinato de Reina Barrios, de la estación del Ferrocarril Central en la ciudad de Guatemala partieron dos trenes expresos: en uno iba el general Joaquín Díaz Durán —Jefe Político de Guatemala— y el coronel Ramón Molina A., con información para el ministro de la guerra, general Solares, al Puerto San José.  En el otro tren iba el licenciado Salvador Corleto hacia Pochuta, en donde estaba la finca del general Calixto Mendizábal, héroe de la reciente Revolución quetzalteca.  De acuerdo a escritores liberales favorables a Estrada Cabrera, estos dos militares eran parte de una conspiración conservadora para derrocarlo.  El general Calixto Mendizábal llegó a la ciudad más tarde esa noche y se bajó en una estación antes de la estación Central para evitar ser capturado por cuarenta policías montados que lo estaban esperando; llegó al Palacio de gobierno en donde lo entretuvieron sin aprehenderlo, pues estaba ajeno a los crímenes cometidos que habían ocurrido poco antes contra la guarnición de la Comandancia de Armas.  Fue dejado en libertad al día siguiente por el nuevo presidente, el licenciado Manuel Estrada Cabrera.

## Muerte
Mendizábal fue ascendido a Mayor General por el presidente Estrada Cabrera el 13 de febrero de 1898; de acuerdo a la publicación oficial Revista Militar, falleció de causas naturales por una enfermedad que padecía, el 1 de agosto de 1898.  Sin embargo, en 1945, el biógrafo de Manuel Estrada Cabrera Rafael Arévalo Martínez señaló que Mendizábal fue envenenado poco después del fracaso de la invasión de Próspero Morales, gracias a un chocolate que contenía un potente veneno que le proporcionó al presidente el farmecéutico español Antonio Macías del Real, quien era amigo personal de Estrada Cabrera. Arévalo Martínez describió lo que un grupo de exiliados guatemaltecos en Estados Unidos que se autodenominaba «Junta Libertadora» había publicado en inglés en ese país en 1914.
De acuerdo a Arévalo Martínez, el 1 de agosto de 1898, al saber de la invasión de Morales, el presidente Estrada Cabrera convocó a su despacho al mayor general Mendizábal, y a los general Gregorio Solares y Luis García León, quien también había combatido a Morales en la Revolución quetzalteca el 1 de agosto de 1898;  Solares fue enviado a prisión, mientras que Mendizábal murió esa misma noche tras beber un chocolate que le ofreció el presidente y García León empezó a padecer de una enfermedad que poco a poco lo fue matando.  Aparentemente, la pócima del chocolate y el extracto de la raíz de chiltepe que mató a García León fueron proporcionados por el farmacéutico Macías del Real.